# Рики Боби: Лудият на макс
„Рики Боби: Лудият на макс“ (на английски: Talladega Nights: The Ballad of Ricky Bobby) е американска спортна комедия от 2006 г. на режисьора Адам Маккей, по сценарий на Уил Феръл и Адам Маккей, и участват освен Феръл, Джон Райли, Саша Барън Коен, Гари Коул, Майкъл Кларк Дънкан, Лесли Биб, Джейн Линч, Ейми Адамс и Анди Рихтър.